# Joni Ortio
Joni Ortio (ur. 16 kwietnia 1991 w Turku) – fiński hokeista, reprezentant Finlandii.
Jego ojciec Kai (ur. 1965) także był hokeistą i został trenerem.

## Kariera
- TPS U16 (2005-2007)
- TuTo U18 (2007-2008)
- TuTo U20 (2008)
- TPS U18 (2008)
- TPS U20 (2008-2011)
- TPS (2009-2011)
  -  TuTo (2010, 2011)
  -  Suomi U20 (2010, 2011)
  -  KooKoo (2011)
- Abbotsford Heat (2011)
- TPS (2012)
- HIFK (2012-2013)
- Abbotsford Heat (2013-2014)
- Alaska Aces (2013/2014)
- Adirondack Flames (2014/2015)
- Stockton Heat (2015/2016)
- Calgary Flames (2013-2016)
- Skellefteå AIK (2016-2018)
- Witiaź Podolsk (2018-2019)
- ZSC Lions (2019-2020)
- Barys Astana (2020-2022)
- HV71 (2022-)

Wychowanek klubu TPS. W drafcie NHL z 2009 został wybrany przez kanadyjski klub Calgary Flames, z którym 30 marca 2011 podpisał kontrakt wstępny. We wrześniu 2011 został przekazany do klubu farmerskiego Abbotsford Heat w lidze AHL, natomiast w styczniu 2012 ponownie do TPS, gdzie dokończył sezon SM-liiga (2011/2012). W maju 2012 został wypożyczony do innego fińskiego klubu HIFK, w którym zagrał cały sezon SM-liiga (2012/2013). Od września 2013 ponownie w klubie Abbotsford Heat. W lidze NHL zadebiutował w sezonie NHL (2013/2014). W lipcu 2014 przedłużył kontrakt z Calgary Flames o dwa lata. Od września 2016 zawodnik Skellefteå AIK. W maju 2018 został zawodnikiem Witiazia Podolsk w KHL. 30 stycznia 2019 zdobył zwycięskiego gola w wyjazdowym meczu Witiazia z Traktorem Czelabińsk (2:3). Od października 2019 zawodnik ZSC Lions. Po sezonie odszedł z klubu. Pod koniec maja 2020 przeszedł do Barysu. Od maja 2022 zawodnik szwedzkiego HV71.
Uczestniczył w turniejach mistrzostw świata w 2013, 2017.

## Sukcesy
Reprezentacyjne
- Brązowy medal mistrzostw świata juniorów do lat 18: 2009

Klubowe
- Złoty medal mistrzostw Finlandii: 2010 z TPS

Indywidualne
- Mistrzostwa Świata Juniorów w Hokeju na Lodzie 2011/Elita:
  - Drugie miejsce w klasyfikacji średniej goli straconych na mecz: 1,86[17]
  - Drugie miejsce w klasyfikacji skuteczności interwencji: 93,12%
  - Jeden z trzech najlepszych zawodników reprezentacji[18]